# 谷本耕治
谷本 耕治（たにもと こうじ、本名・同じ、1977年6月30日 - ）は、日本の歌手、俳優である。愛称はこうちゃん。
鳥取県湯梨浜町出身。タニテツプロ所属。シャンソン歌手を経て、2014年小西良太郎のプロデュースにより「遊びぐせ / 惚れたあいつは旅役者」でCDデビュー。春日流小唄名取・師範「春日豊芝鳳若」。湯梨浜町PR大使。

## 略歴
国士舘大学文学部教育学科倫理学専攻 卒業。ビクター歌謡音楽研究会認定講師取得。大衆演劇の役者や、シャンソン歌手戸川昌子の付き人等で修行を重ね、2010年、第4回浜松シャンソンコンクールでグランプリ獲得後、シャンソン歌手として活動。
春日流小唄名取・師範「春日豊芝鳳若」。日本舞踊は尾上流。
2014年2月、演歌・歌謡曲でCDデビュー。デビューCDは、音楽評論家・小西良太郎のプロデュースにより『遊びぐせ』/『惚れたあいつは旅役者』の両A面シングル。
2014年より、「湯梨浜町PR大使」就任。
「松島詩子の名曲を歌う会」「大村能章顕彰会」など、昭和の名曲を歌い継ぐ仕事も多い。
2018年8月29日､「桜散るｃ/ｗ人生相場」(徳間ジャパンコミュニケーションズ）発売。

## 作品

### シングル
- 「浅草ワルツ」公募ガイド社

- 「遊びぐせ / 惚れたあいつは旅役者」（2014年）
- 「引き潮」（2015年）
- 「渚にて」（2016年）
- 「桜散る　ｃ/ｗ人生相場」（2018年・徳間ジャパンコミュニケーションズ）

## 出演

### 舞台
- 2014年3月「Whata Wonderful World」石原役　東京公演・日本橋公会堂、宮城公演・楽楽楽ホール
- 2014年5月「平成贅沢禁止令」人気俳優リョウ役　西宮市プレラホール

### 映画
- 平成26年度鳥取県鳥取力創造運動支援事業「夏」映画制作作品
「うさぎ追いし」（2015年）谷本耕治役[3]

### テレビ
- 「耕治が行く！」（2014年〜、TCC鳥取中央有線放送）
- 「ぽじポジたまご」（2015年、2016年、KBS京都放送）
- 「イブニング5時」（2015年、RSK山陽放送）
- 「着席マナビーヤβ」（2015年、TSK山陰中央テレビ）
- 「MUSIC on the STAGE」（2015年、中海テレビ放送）
- 「情報広場パルディア」〜今が知りドキっ〜（2015年、中海テレビ放送）[4]
- 「コムコムスタジオ中海テレビニュース」〜時の顔・話題の人〜（2015年、中海テレビ放送）
- 「ひるまえ直送便」〜ひるまえインタビュー〜（2015年、2016年、NHK中国地方）
- 「鳥取しゃんしゃん祭　歌のBigSpecial2016」（2016年、日本海テレビ）
- 「カラオケチャンネル」（2017年、群馬テレビ）
- 「平成歌謡塾２」（2019年、BSTwelv）

### ラジオ
- 「自由ほんぽーおしゃべり本舗」（BSS山陰放送）
- 「演ここ.」（BSS山陰放送）
- 「やしろ荘でごにょごにょ」（NHK鳥取放送局）
- 「歌の花道」（FMぎんが）
- 「うぃず」（南海放送）
- 「おもいで歌謡うた物語」（レインボータウンFM）
- 「ほっと・すてーしょん」（FMたいはく）
- 「演歌一本道」（レディオガガ、FMきたかた、FM会津）
- 「ごごらくワイド」（OBS大分放送）
- 「ラララ♪モーニング」（YBS山梨放送）
- 「演歌春秋」（RSK山陽放送）
- 「うたまつり！」（TBC東北放送）
- 「好きです歌謡曲」（RFCラジオ福島）
- 「わっしょいイブニングスタイル」（FMわっしょい）
- 「今日も元気にぶちぬき！」（RKC高知放送）
- 「気ままにラジオ」（RNC西日本放送）
- 「走れ！歌謡曲」（文化放送）
- 「あなたにハッピーメロディー」（ニッポン放送）
- 「情報わんさか　GO！GO！ワイド　らじ☆カン」（信越放送）
- 「野中さおりの歌謡百景」（栃木放送、飛騨高山テレ・エフエム）
- 「金沢明子の歌謡ナビゲーション」
- 「佐々木秀実のちょっと聞きなさいよ！」（信越放送）
- 「とりあえず生！」（南海放送）